# バーニー・コペル
バーニー・コペル（Bernie Kopell、1933年6月21日 - ）は、アメリカ合衆国の俳優である。

## 来歴
1933年、ニューヨーク市ブルックリン区に生まれる。アメリカ海兵隊へ所属した経験もあり、1955年から1957年まで同隊へ所属した。
1961年からテレビドラマなどへ出演して、俳優としてのキャリアをスタート。そして1963年に『現金お断り』で映画デビューを果たした。1977年からレギュラーキャストのDr.アダム・ブリッカー役で出演した『ラブ・ボート』で幅広い層から人気を得た。
それ以外でも『それ行けスマート』や『奥さまは魔女』、『恋愛専科/アメリカ式愛のテクニック』など数々のテレビドラマシリーズへ出演し、俳優としての確固たる地位を確立した。
また、舞台においても2010年に『Viagra Falls』というタイトルのオフ・ブロードウェイ舞台へも出演した。

## 出演作品

### 映画
- 現金お断り The Man from the Diners' Club (1963)
- スリルのすべて The Thrill of It All (1963)
- セパレート・ベッド The Wheeler Dealers (1963)
- ちょっとご主人貸して Good Neighbor Sam (1964)
- ラブド・ワン The Loved One (1965)
- セールスマンの死 Death of a Salesman (1966) ※テレビ映画
- Wild in the Sky (1972)
- Flo's Place (1976)
- ウディ・ガスリー/わが心のふるさと Bound for Glory (1976)
- The Love Boat II  (1977)
- ミセス・ジュリーの不倫な関係  A Guide for the Married Woman (1978)
- ハーフ・ネルソン Half Nelson (1985)
- コンバット・アカデミー/笑激作戦! Combat High (1986)
- The Love Boat: A Valentine Voyage (1990)
- Missing Pieces (1991)
- Sunset Beach: Shockwave (1998)
- Land of the Free (1998)
- Bug Buster (1998)
- Follow Your Heart (1999)
- みにくいアヒルの子 A Light in the Forest (2003)
- Dismembered (2003)
- チャック・ノリス in 地獄の銃弾 The Cutter (2005)
- プレデターX  The Creature of the Sunny Side Up Trailer Park (2006)
- Say It in Russian (2007)
- ゲット スマート Get Smart (2007)
- ファースト・ドッグ 大統領のわんちゃん First Dog (2010)
- A Horse Story (2015)

### テレビドラマ
- ネブラスカ魂 Whispering Smith (1961)
- リップコード（命知らずのスカイダイバー）Ripcord (1963)
- サンセット77 77 Sunset Strip (1963)
- McHale's Navy (1963)
- Make Room for Daddy (1963)
- ヒッチコック劇場 The Alfred Hitchcock Hour (1963)
- ザ・ルーシー・ショー The Lucy Show (1964)
- ブラボー火星人 My Favorite Martian (1964, 1965)
- じゃじゃ馬億万長者 The Beverly Hillbillies (1965)
- ベン・ケーシー Ben Casey (1965)
- ミネソタの娘 The Farmer's Daughter (1965, 1966)
- それ行けスマート Get Smart (1966 - 1968)
- 農園天国 Green Acres (1966)
- いたずら天使 The Flying Nun (1968)
- 奥さまは魔女 Bewitched (1969 - 1972)
- ルーム222 Room 222 (1970 - 1972)
- チンパン探偵ムッシュバラバラ Lancelot Link: Secret Chimp (1970)
- 恋愛専科/アメリカ式愛のテクニック Love, American Style (1970 - 1971)
- 四次元への招待 Night Gallery (1971)
- The Chicago Teddy Bears (1971)
- 鬼警部アイアンサイド Ironside (1972)
- ゆかいなチンパン Me and the Chimp (1972)
- おかしなカップル The Odd Couple (1972)
- Temperatures Rising (1972, 1973)
- Needles and Pins (1973 - 1974)
- 署長マクミラン McMillan & Wife (1974)
- サンフランシスコ捜査線 The Streets of San Francisco (1974, 1975)
- 追跡者ハリー・オー Harry O (1975)
- 事件記者コルチャック Kolchak: The Night Stalker (1975)
- メアリー・タイラー・ムーア Mary Tyler Moore (1975)
- Hot L Baltimore (1975)
- The Ghost Busters (1975)
- When Things Were Rotten (1975)
- 刑事コジャック Kojak (1975)
- 600万ドルの男 The Six Million Dollar Man (1976)
- アリス Alice (1977)
- コードR Code R (1977)
- ラブ・ボート The Love Boat (1977 - 1987)
- ファンタジー・アイランド Fantasy Island (1978, 1983)
- $weepstake$ (1979)
- 原子力超特急スーパートレイン Supertrain (1979)
- チャーリーズ・エンジェル Charlie's Angels (1979)
- 探偵ハート&ハート Hart to Hart (1981)
- レグメン Legmen (1984)
- 探偵マイク・ハマー 俺が掟だ! Mike Hammer (1987)
- The Charmings (1987)
- 俺がハマーだ! Sledge Hammer! (1987)
- Civil Wars (1991)
- ベルエアのフレッシュプリンス The Fresh Prince of Bel-Air (1992)
- 新それ行けスマート Get Smart (1995)
- マーティン Martin (1995)
- Dr.マーク・スローン Diagnosis Murder (1997)
- サンセットビーチ Sunset Beach (1998)
- ライオンハート The Lionhearts (1998)
- ビバリーヒルズ高校白書 Beverly Hills, 90210 (1999)
- チャームド Charmed (1999)
- Scrubs〜恋のお騒がせ病棟 Scrubs (2003)
- スイート・ライフ The Suite Life of Zack and Cody (2006)
- マイネーム・イズ・アール My Name Is Earl (2009)
- 名探偵モンク Monk (2009)
- See Dad Run (2012, 2013)
- アレステッド・ディベロプメント Arrested Development (2013)
- Raising Hope (2013)
- The Comeback Kids (2014)

### テレビアニメ
- わんぱくダック夢冒険 Duck Tales (1987)
- ジンジャーの青春日記 As Told by Ginger (2001)